# Primeira Batalha de Trípoli
Primeira Batalha de Tripoli foi um evento que ocorreu em fevereiro de 2011 na capital líbia, Tripoli, que foi desencadeada por protestos contra o governo de Muammar Gaddafi e mais tarde um confronto militar, que acabou por expulsar os rebeldes da cidade.